# 我们 (小说)
《我們》（俄语：Мы），又名《反烏托邦與自由》，是俄國作家葉夫根尼·薩米爾欽於1920年寫作的一部俄語小說。為反烏托邦三部代表作之一（另外两部是《美麗新世界》和《一九八四》）。该小说讽刺对象包括苏俄劳动科学管理理论家阿列克谢·加斯捷夫在劳动管理方面的理念。

## 概要
《我們》的出現和作者本人的經歷息息相關。作者經歷了俄罗斯帝国末期的两次革命，即1905年俄国革命和1917年俄国革命。他還在英國泰恩河畔纽卡斯尔的郊區杰斯蒙生活了一陣子，1916年在泰恩河的造船廠工作。那些經歷足以使他對大規模勞動的合理性進行自己的分析。
《我們》是一部日記體反烏托邦諷刺小說，一般被認為是這類小說的始祖。小說強調了現代工業社會極權主義和形式主義的因素，且構造了一個把自由意志作為不幸福之根源的社會，公民的生活都必須受制於精密的數字。
小说的时间设定在人类的“二百年战争”之后，全世界被包圍在「綠牆」中，隨著各種革新與進步，葉夫根尼·薩米爾欽將世界描述為透明、包括寓所在內的所有東西都是由玻璃或是其他透明材料製作或建造的，也就是任何人都被暴露在光天化日之下，毫無保留。
社會中的公民之間被取消了稱謂，互相以號碼代稱，男性為輔音字母和奇數所構成的號碼，女性則為元音與偶數。生活遵循著《作息條規時刻表》，即所有人都在所有的時間從事同樣的事情，不存在自由。任何敢於反對「幸福」的人都將會受到懲處。
《我們》是第一部被苏俄图书文献和出版事业管理总局取締的小說，時間是1921年。儘管它最初的草稿可以追溯到1919年。事實上，這部小說的很大一部分基礎在葉夫根尼·薩米爾欽的小說《島民》中已經有所反映，而這部小說是他1916年在紐卡斯爾開始撰寫的。葉夫根尼·薩米爾欽在原蘇聯的的文學地位在二十世紀20年代日趨惡化，終於他於1931年永久定居於巴黎，這也許還是在高尔基求情之後才得以成行的。
小說在1924年譯為英語出版，但到1988年才第一次於俄羅斯公開發行俄文版，當時它被放在了喬治·歐威爾的《一九八四》的旁邊。
喬治·歐威爾對《我們》較為熟悉，他曾閱讀過法語版的《我們》，之後又於1946年再次閱讀。《我們》影響了他的《一九八四》和阿道斯·雷歐那德·赫胥黎的《美麗新世界》。

## 情節
小說以第一人稱自述的形式展開，在小說中，作者名叫「D-503」，是「聯眾國」的一個居民，宇宙飛船「積分號」的設計師。設計該飛船的目的是為了尋找外星文明，並向外星人傳播聯眾國的關於「幸福」的理念。D-503不幸地遇上了一群試圖推翻「無所不能者」（其後的一九八四中老大哥的雛形）的統治及其政體的反抗者。在充滿反叛精神的本書女主角「I-330」的影響下，他開始對這個世界產生懷疑，并失去理性。
最後D-503被逮捕，進行了所謂「偉大的手術」，在這種手術中人類大腦中控制幻想的部位被用X光燒灼治愈，於是他最後可以鎮定地看著I-330被處決。同時反抗者們的力量開始變得強大，「綠牆」被摧毀。所謂「為數不少的號碼背叛了理性」。

## 外部連結
- 《我们》 - Standard Ebooks
- We - 古腾堡计划 (1924 Zilboorg translation, in English)
- We - full text （页面存档备份，存于） （俄語）
- We - full text （页面存档备份，存于）
- LibriVox中的公有领域有声书《We》
- Film - 互联网电影数据库（IMDb）上《Wir(1982, GE)》的资料（英文）